# Witold Zglenicki

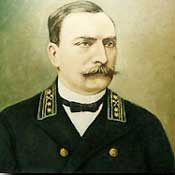
Witold Zglenicki

Witold Leon Julian Zglenicki (russisch Витольд Згленицкий; * 6. Januar 1850 in Wargawa Stara; † 6. Juli 1904 in Baku) war ein polnischer Geologe, Ölausbeuter und Philanthrop.
Witold Zglenicki ist der Entdecker der reichen Erdölvorkommen im Kaukasus. Er ist auch der Pionier auf dem Gebiet der Förderung des Erdöls aus dem Meeresboden.
Zglenicki gründete eine Stiftung für die Entwicklung der polnischen Kultur und Wissenschaft. Aus Dank für diese Stiftung wird er in Polen „Polnischer Nobel“ genannt.